# Haitzingalm (Bad Gastein)
Die Haitzingalm ist eine Alm in der Gemeinde Bad Gastein im österreichischen Bundesland Salzburg.

## Lage und Charakteristik
Die Haitzingalm liegt an den nordwestlichen Hängen des Gamsstubenkopfs in der Ankogelgruppe. Sie gehört zur Katastralgemeinde Böckstein und zum Landschaftsschutzgebiet Gasteiner-Tal. Die frühere Almhütte ist bis auf ein paar Mauerreste verfallen. Diese finden sich auf einer Höhe von 1755 m ü. A.
Westlich und südöstlich der Alm wachsen Zirbenwälder. Im Süden gedeihen Latschen. Im Norden erstreckt sich die Rotwild-Ruhezone Böckstein-Alter Böckwald, die von 1. November bis 31. Mai nicht betreten werden darf.

## Geschichte
Im 16. und 17. Jahrhundert wurden westlich der Haitzingalm Gold und Pyrit abgebaut. Aus dieser Zeit sind zwei diesem Zweck dienende Stollen dokumentiert. Vor ihrem Verfall war die Haitzingalmhütte noch im 20. Jahrhundert im Sommer bewirtschaftet. In der Zeit um 1950 führten markierte Skitourenrouten zur Alm.